# Lydella deckeri
Lydella deckeri är en tvåvingeart som först beskrevs av Charles Howard Curran 1929.  Lydella deckeri ingår i släktet Lydella och familjen parasitflugor.
Artens utbredningsområde är Iowa. Inga underarter finns listade i Catalogue of Life.